# Gare de Chamalières-sur-Loire
Pour les articles homonymes, voir Gare de Chamalières.
La gare de Chamalières-sur-Loire (dite aussi Chamalières) est une gare ferroviaire française de la ligne de Saint-Georges-d'Aurac à Saint-Étienne-Châteaucreux, située sur le territoire de la commune de Chamalières-sur-Loire, dans le département la Haute-Loire en région Auvergne-Rhône-Alpes. Le centre-ville est à 700 mètres.
Elle est mise en service en 1866 par la Compagnie des chemins de fer de Paris à Lyon et à la Méditerranée (PLM). C'est une halte ferroviaire de la Société nationale des chemins de fer français (SNCF), desservie par des trains TER Auvergne-Rhône-Alpes.

## Situation ferroviaire
Établie à 521 m d'altitude, entre le tunnel de Boutère et le viaduc de Chamalières, la gare de Chamalières-sur-Loire est située au point kilométrique (PK) 81,608 de la ligne de Saint-Georges-d'Aurac à Saint-Étienne-Châteaucreux, entre les gares de Vorey et de Retournac.

## Histoire
La section de Lavoûte-sur-Loire à Pont-de-Lignon, concédée à la Compagnie du chemin de fer Grand-Central de France est mise en service par la Compagnie des chemins de fer de Paris à Lyon et à la Méditerranée (PLM) le 14 mai 1866. La station de Chamalière est située à 500 m du village de Chamalières-sur-Loire. Elle dessert aussi des communes avoisinantes situées sur la rive gauche de la Loire, comme Roche-en-Régnier.
La fréquentation de la gare a connu un long déclin dans la seconde moitié du XXe siècle. L'évitement a été supprimé, tandis que le bâtiment voyageurs (BV) a été déclassé puis détruit. La gare est devenue simple halte, dotée d'un quai unique partiellement utilisable. La fréquentation de la halte était de 25 personnes par semaine en 2009.
Les trains ne marquent pas systématiquement l'arrêt. Au service d'été 2011, la halte est desservie par trois trains dans chaque sens en semaine. Le meilleur temps de parcours en train direct est de 1h02 pour Saint-Étienne-Châteaucreux et de 28 minutes pour Le Puy-en-Velay. Au service d'hiver 2011, le cadencement, augmente le nombre d'arrêts à Chamalières, demandée par les usagers de la ligne. Face à cette faible desserte, un service de transport à la demande TER Auvergne a été mis en place au départ de la commune. Les voyageurs sont dirigés vers la gare de Retournac ou la halte de Vorey.

## Service des voyageurs

### Accueil
Halte SNCF, c'est un point d'arrêt non géré (PANG) à entrée libre.

### Dessertes
Chamalières-sur-Loire est desservie par des trains TER Auvergne-Rhône-Alpes qui effectuent des missions entre les gares de Saint-Étienne-Châteaucreux et du Puy-en-Velay.

### Intermodalité
Le centre-ville est à 700 mètres, un parking pour les véhicules est aménagé à proximité. Elle est un point d'arrêt des cars TER Auvergne-Rhône-Alpes de la ligne 22 qui circulent entre la gare du Puy-en-Velay et la gare de Bas-Monistrol.

## Service marchandises
Il n'existe plus aucun service de fret sur la totalité de la ligne, même si la gare dispose d'une cour de marchandises appartenant à Réseau ferré de France, qui n'a pas été utilisée depuis longtemps malgré la proximité d'une carrière de phonolithe exploitée par la société SAMIN à Roche-en-Régnier.

## Chemins de TER
La halte est située sur le sentier de grande randonnée des gorges de la Loire, Chemins de TER, mis en place par le conseil général de Haute-Loire et la FFRP. Les randonneurs peuvent rejoindre une autre gare de la ligne au départ de Chamalières, pour revenir ensuite à leur point de départ en train.

## Témoignages littéraires
La gare a été mise en scène dans une pièce du comédien et auteur Charles Charras (1920-2010), intitulée Cinquante minutes d’attente, écrite en 1950 et qui a reçu en 1955 le prix de la pièce comique de la RTF. 
Cette comédie en un acte présente deux personnages dans une gare de village.